# ألفرد راب
ألفرد راب (بالألمانية: Paul Alfred Rapp)‏ هو اقتصادي ألماني، ولد في 9 فبراير 1933 في Feudenheim ‏ في ألمانيا، وتوفي في 25 يوليو 2011.